# فطر محاري سلموني
فطر محاري  سلموني (Pleurotus  salmonicolor ) هو نوع من الفطريات من جنس الفطر المحاري الذي يتبع الفصيلة المحارية من رتبة الغاريقونيات.	